# Castelul mișcător al lui Howl
Castelul mișcător al lui Howl (în engleză Howl's Moving Castle) este un roman fantastic anti-război pentru tineret din 1986 al scriitoarei britanice Diana Wynne Jones, prima dată publicat de Greenwillow Books la New York. A fost ecranizat în 2004 de Hayao Miyazaki. Romanul s-a clasat pe locul 2 la premiul anual Boston Globe–Horn Book și a câștigat Premiul Phoenix douăzeci de ani mai târziu.
Castelul mișcător al lui Howl este primul roman din seria de cărți numită Seria Howl (în limba română seria Castelul). Această serie include și Castle in the Air, publicat în 1990, și House of Many Ways, publicat în 2008. 
Pentru idee, scriitoarea i-a mulțumit „foarte mult” „unui băiat dintr-o școală pe care o vizitam”, al cărui nume l-a notat, dar l-a pierdut și l-a uitat. El „mi-a cerut să scriu o carte intitulată Castelul mișcător.